# Danny DeKeyser
Daniel Christopher „Danny“ DeKeyser (* 7. März 1990 in Detroit, Michigan) ist ein ehemaliger US-amerikanischer Eishockeyspieler, der im Verlauf seiner aktiven Karriere zwischen 2010 und 2022 unter anderem 566 Spiele für die Detroit Red Wings in der National Hockey League (NHL) auf der Position des Verteidigers bestritten hat.

## Karriere

### Jugend
Danny DeKeyser wurde in Detroit geboren und wuchs in Macomb auf, ein Ort des Macomb County in der Metropolregion Detroit. Er besuchte die De La Salle Collegiate High School in Warren und hat sechs Geschwister. Im Juniorenbereich spielte er allerdings nicht für die Pilots seiner High School, sondern war im Compuware Youth Program von 2006 bis 2008 aktiv. Im Anschluss verließ er den Großraum Detroit und schloss sich den Trail Smoke Eaters aus Trail in der kanadischen British Columbia Hockey League an. Nachdem er dort die Saison 2008/09 verbracht und 25 Scorerpunkte in 58 Spielen erzielt hatte, wechselte der Verteidiger zurück in die Vereinigten Staaten zu den Sioux City Musketeers aus der United States Hockey League, der höchsten US-amerikanischen Juniorenliga.

### Western Michigan University
Nach einem Jahr in Sioux City nahm er ein Stipendium für die Western Michigan University an, begann ein Studium der Kommunikationswissenschaften und spielte fortan für die Western Michigan Broncos in der Central Collegiate Hockey Association (CCHA). Bereits als Freshman wurde er nach Punkten zweitbester Verteidiger des Teams und am Ende der Saison ins CCHA All-Rookie Team gewählt. Sein Durchbruch gelang ihm in der Saison 2011/12, als die Mannschaft erstmals die Playoffs der CCHA gewann und er selbst als CCHA Best Defensive Defenseman ausgezeichnet und ins CCHA Second All-Star Team gewählt wurde. Darüber hinaus berief man ihn ins NCAA (West) Second All-American Team; ein Erfolg, den er im Jahr darauf wiederholen konnte, ebenso wie die Auszeichnung als bester Defensivverteidiger. 2013 wählte man ihn auch ins CCHA First All-Star Team. Trotz all dieser Auszeichnungen wurde DeKeyser in keinem NHL Entry Draft ausgewählt, sodass die Detroit Red Wings im März 2013 die Gelegenheit nutzten, ihn als Free Agent zu verpflichten.

### Detroit Red Wings
Bereits eine Woche nach der Vertragsunterzeichnung debütierte der Verteidiger in der National Hockey League (NHL) und kam bis zum Saisonende auf elf Einsätze und eine Torvorlage. Zudem stand er in zwei Playoff-Spielen für die Red Wings auf dem Eis, ehe er an die Grand Rapids Griffins, das Farmteam der Red Wings aus der American Hockey League (AHL), abgegeben wurde. Auch in Grand Rapids nahm DeKeyser an den Playoffs teil, absolvierte sechs Spiele und gewann mit der Mannschaft in der Folge den Calder Cup.
Mit Beginn der Saison 2013/14 hatte sich der US-Amerikaner im NHL-Aufgebot der Red Wings etabliert und kam in seiner Rookie-Saison auf 23 Scorerpunkte, was ihn zum zweitbesten Verteidiger der Red Wings machte. Nach der Saison wurde er als von der Organisation der Red Wings als Rookie des Jahres ausgezeichnet. Zudem wurde er in die Nationalmannschaft der Vereinigten Staaten berufen und nahm infolgedessen an der Weltmeisterschaft 2014 teil, bei der das Team den sechsten Platz belegte. In der Saison 2014/15 stand DeKeyser in nahezu allen Spielen auf dem Eis und führte die gesamte Liga (im Februar 2015) in zugelassenen Torchancen pro Spiel an, so kam der Gegner mit ihm als Abwehrspieler auf dem Eis nur zu 19,6 Torchancen pro Spiel. In der Folge verbrachte DeKeyser noch sieben weitere Spielzeiten bei den Red Wings, ehe sein Vertrag im Sommer 2022 nicht verlängert wurde. Auf Basis eines Probevertrags spielte der 32-Jährige schließlich zwischen Oktober und November desselben Jahres für die Toronto Marlies in der AHL, ehe er seine aktive Karriere beendete.

## Erfolge und Auszeichnungen
| - 2011 CCHA All-Rookie Team - 2012 CCHA Playoff-Sieger - 2012 CCHA Best Defensive Defenseman - 2012 CCHA Second All-Star Team - 2012 NCAA (West) Second All-American Team | - 2013 CCHA Best Defensive Defenseman - 2013 CCHA First All-Star Team - 2013 NCAA (West) Second All-American Team - 2013 Calder-Cup-Gewinn mit den Grand Rapids Griffins |

## Karrierestatistik

### International
Vertrat die USA bei:
- Weltmeisterschaft 2014
- Weltmeisterschaft 2017

(Legende zur Spielerstatistik: Sp oder GP = absolvierte Spiele; T oder G = erzielte Tore; V oder A = erzielte Assists; Pkt oder Pts = erzielte Scorerpunkte; SM oder PIM = erhaltene Strafminuten; +/− = Plus/Minus-Bilanz; PP = erzielte Überzahltore; SH = erzielte Unterzahltore; GW = erzielte Siegtore; 1 Play-downs/Relegation; Kursiv: Statistik nicht vollständig)

## Engagement
DeKeyser rief das Programm „DeKeyser’s Hometown Heroes“ ins Leben, in dessen Rahmen er aktive oder pensionierte Soldaten zu Heimspielen der Red Wings einlädt. Zudem besuchte er Wehrdienstleistende in Kasernen und gab dort Autogrammstunden. Darüber hinaus engagiert er sich für den Kids’ Food Basket, eine Organisation zur Bekämpfung von Kinderarmut bzw. -hunger in Michigan.